# Håkvik
Håkvik (nordsamiska: Ginnasluokta) är en tätort i Narviks kommun i Nordland fylke i norra Norge. Tätorten hade 664 invånare den 1 januari 2011 och ligger omkring tretton kilometer söder om Narviks centrum. I Håkvik finns det en skola, byggd år 1966, för årskurserna 1-7.